# AWS
AWS (ah-vi-esh) este o trupă Metalcore și Post-hardcore din Ungaria. Ei au câștigat concursul A Dal 2018 și au reprezentat Ungaria la Concursul Muzical Eurovision 2018, din Lisabona, cu piesa Viszlát nyár.
```
A nu se confunda cu 
Amazon Web Services
.
```

## Discografie

### Albume de studio

Unul dintre logo-urile folosite de AWS

| Anul | Titlul si alte detalii                                                                     | Locul in topuri |
| Anul | Titlul si alte detalii                                                                     | HUN             |
| ---- | ------------------------------------------------------------------------------------------ | --------------- |
| 2011 | Fata Morgana * Casa de discuri: EDGE Records * Lansat: 25 Aprilie 2011 * Format: CD, DL    | 27 (1 sapt.)    |
| 2014 | Égésföld * Casa de discuri: EDGE Records * Lansat: 7 Aprilie 2014 * Format: CD, DL         | 6 (2 sapt.)     |
| 2016 | Kint a vizből * Casa de discuri: EDGE Records * Lansat: 5 Septembrie 2016 * Format: CD, DL | 7 (2 sapt.)     |
| 2018 | Fekete részem * Casa de discuri: EDGE Records * Lansat: 1 Octombrie 2018 * Format: CD, DL  | 2 (3 sapt.)     |

### Albume live
| Anul | Titlul si alte detalii                                                                   | Locul in topuri |
| Anul | Titlul si alte detalii                                                                   | HUN             |
| ---- | ---------------------------------------------------------------------------------------- | --------------- |
| 2018 | Madách * Casa de discuri: EDGE Records * Lansat: 24 Decembrie 2018 * Format: CD, DVD, DL | 9               |
| 2019 | Park * Casa de discuri: EDGE Records * Lansat: 2019 * Format: CD, DVD                    |                 |

### EP-uri
| Titlul         | Detalii                                                                       |
| -------------- | ----------------------------------------------------------------------------- |
| Világposztolás | - Lansat: 2012 - Casa de discuri: EDGE Records - Format: Digital download, CD |

### Single-uri
| Titlul          | Anul | Locul in topuri | Album         |
| Titlul          | Anul | HUN             | Album         |
| --------------- | ---- | --------------- | ------------- |
| Takard el       | 2011 | —               | Fata Morgana  |
| Válaszút        | 2012 | —               | Égésföld      |
| Világposztolás  | 2012 | —               | Égésföld      |
| Ha nem tűnsz el | 2013 | —               | Égésföld      |
| Nem fáj         | 2014 | —               | Égésföld      |
| Te is félsz     | 2015 | —               | Kint a vízből |
| Hajnali járat   | 2016 | —               | Kint a vízből |
| Viszlát nyár    | 2017 | 1               | Fekete Részem |
| Hol voltál?     | 2018 | 30              | Fekete Részem |
| X/0             | 2018 | —               | Fekete Részem |
| Fekete Részem   | 2018 | —               | Fekete Részem |
| Még Lélegzem    | 2019 | —               |               |
| Engedd el       | 2019 |                 |               |